# کفتین
کفتین (به عربی: کفتین) یک روستا در سوریه است که در معرة مصرین واقع شده‌است. کفتین ۲٬۳۴۶ نفر جمعیت دارد و ۳۴۰ متر بالاتر از سطح دریا واقع شده‌است.